# Madjiguène Seck
Pour les articles homonymes, voir Seck.
Madjiguène Seck, née en 1990, est une kayakiste sénégalaise.

## Carrière
Aux Jeux africains de 2011 à Maputo, Madjiguène Seck est médaillée d'argent en C-1 200 mètres et médaillée de bronze en K-1 slalom.
Aux Championnats d'Afrique de course en ligne de canoë-kayak 2023 à Abuja, elle est médaillée de bronze en C-2 500 mètres avec Combe Seck.